# Penthema mihintala
Penthema mihintala är en fjärilsart som beskrevs av Hans Fruhstorfer 1912. Penthema mihintala ingår i släktet Penthema och familjen praktfjärilar. Inga underarter finns listade i Catalogue of Life.